# Іріс Черпе
Іріс Черпе (нім. Iris Zscherpe, 7 січня 1967) — німецька плавчиня.
Бронзова медалістка Олімпійських Ігор 1984 року в естафеті 4×100 метрів вільним стилем.